# Olinda Jazz
Olinda Jazz é um festival internacional de jazz e música relacionada que acontece no Mercado da Ribeira, centro histórico da cidade pernambucana de Olinda. O projeto acontece durante cerca de uma semana, dependendo do formato de cada edição, porém mantendo uma estrutura básica. Os artistas se alternam, apresentando separadamente e em conjunto, resultando em performances inéditas. 

## Histórico
Idealizado pela produtora cultural Coraly Pedroso e o integrante do Quinteto Violado Toinho Alves (1943-2008), o evento nasceu sob o conceito antropofágico que a fricção entre as culturas possibilita o fomento da criatividade. 
Olinda Jazz faz parte da programação cultural oficial da cidade anfitriã do evento. Foram realizados 6 edições, com participação de grandes nomes da música brasileira e internacional:

### 1º Olinda Jazz
- Data: Abril 2006[2]
- Artistas: Benjamin Herman Kwartet (Holanda), Mike Del Ferro (Holanda), Ceumar(Brasil), Olaf Keus (Holanda) e Pablo Nahar (Suriname)
- Público: 1100 pessoas

### 2º Olinda Jazz
- Data:Setembro de 2006[3]
- Artistas: Mestre Salustiano(Brasil), Ernst Reijseger (Holanda), Mola Sylla (Senegal) e Serigne M. Gueye (Senegal).
- Público: 1500 pessoas

### 3º Olinda Jazz
- Data:Outubro 2007[4]

Artistas: Han Bennink (Holanda), Pablo Nahar (Surinamês) e Michael Moore (EUA), Dudu Alves (Brasil) e Fred Oliveira (Brasil) e Maracatu Leão Coroado (Brasil)
Público: 1500

### 4º Olinda Jazz
- Data:Setembro 2008[5]
- Artistas: Kholwa Brothers (África do Sul), Bongar (Brasil), Núcleo de Música do Abaçaí (Brasil), Benjamin Taubikin (Brasil), Quinteto Violado (Brasil), CRAM (Holanda) e Saskia Laroo (Holanda). Houve também um tributo póstumo a Toinho Alves, integrante do Quinteto e idealizador do Olinda Jazz falecido neste ano.
- Público: 3.000 pessoas

### 5º Olinda Jazz
- Data:Setembro 2009[6]
- Artistas: Bongar (Brasil), Amsterdam Klezmer Band (Holanda), Oleg Fateev (Moldávia), Carlinhos Antunes (Brasil), Simone Soul (Brasil), Adama Yalombá (Mali), Moleque de Rua (Brasil), Quinteto Violado (Brasil) e Les Nubiens (França/ Camarões).
- Público: 5.000 pessoas

### 6º Olinda Jazz
- Data:Outubro 2010[7]
- Artistas: Adiel Luna & Coco Camará (Brasil), Imourane Quartet (Marrocos), Benjamin Taubikin (Brasil), Maracatudo (Brasil), The Ploctones (Holanda), Coco de Umbigada (Brasil), Bongar (Brasil) e Jan Akkerman (Holanda).
- Público: 6.000 pessoas

### 7º Olinda Jazz
- Data:de 30 de novembro a 02 de dezembro de 2012[8]
- Artistas: Quinteto Violado (Brasil), Flamenco A3 (Espanha), Benjamin Taubikin (Brasil), Primitivo Digial: Ciano + Cinval (Brasil), Oreka TX (País Basco), DJ Dolores (Brasil) e Bongar (Brasil).[9]
- Especial: Olinda Bike Jazz - Passeio de bicicleta que uniu o esporte à música com apresentações na chegada do percusso do Primitivo Digital: Ciano + Cinval e performance de Bike Trial da Equipe Houston, liderada pelo biker Diego Vaz.
- Público: 6.000 pessoas